# Eigenlijke karpers
De eigenlijke of echte karpers (Cyprinidae) is een familie van vissen uit de orde van de karperachtigen. Deze zoetwatervissen vormen met 349 geslachten en meer dan 2000 soorten de grootste vissenfamilie.

## Kenmerken
De belangrijkste kenmerken zijn:
- Het ontbreken van een maag
- Gemodificeerde kieuwbogen in de keel voorzien van tanden (keeltanden). Deze zijn specifiek voor elke soort of hybride en zijn een belangrijk determinatiekenmerk.
- Het ontbreken van tanden op de kaken.

## Hybride
Vaak worden hybriden gevangen. Doordat soorten vaak tegelijkertijd paaien en de hom en kuit vrij in het water verspreiden, kunnen er kruisingen ontstaan die zelf meestal niet vruchtbaar zijn. Ook worden wel kunstmatig hybriden geproduceerd voor uitzettingen, vooral brasem × rietvoorn of karper × kroeskarper of karper × giebel. Uitgezette kunstmatige hybriden worden ook vaak F1 genoemd.

## Relatie met de mens
De familie omvat vele belangrijke consumptievissen en nog meer geliefde aquariumvissen.

## Geslachten
- Abramis Cuvier, 1816
- Alburnoides Jeitteles, 1861
- Alburnus Rafinesque, 1820
- Aspius Agassiz, 1832'
- Balantiocheilos Bleeker, 1860'
- Ballerus Heckel, 1843
- Barbodes Bleeker, 1859
- Barbonymus Kottelat, 1999
- Barbus Cuvier & Cloquet, 1816
- Blicca Heckel, 1843
- Carassius Nilsson, 1832
- Chondrostoma Agassiz, 1832
- Cirrhinus Oken, 1817
- Ctenopharyngodon Steindachner, 1866
- Culter Basilewsky, 1855
- Cyprinus Linnaeus, 1758
- Danio Hamilton, 1822
- Dawkinsia Pethiyagoda, 2012
- Desmopuntius Boulenger, 1894
- Devario Heckel, 1843
- Epalzeorhynchos Bleeker, 1855
- Garra Hamilton, 1822
- Gobio G. Cuvier, 1816
- Henicorhynchus H. M. Smith, 1945
- Hypophthalmichthys Bleeker, 1860
- Labeo Cuvier, 1816
- Labeobarbus Rüppell, 1835
- Leucaspius Heckel & Kner, 1858
- Leuciscus Cuvier, 1816
- Megalobrama Dybowski, 1872
- Mylopharyngodon W. K. H. Peters, 1881
- Notemigonus Rafinesque, 1819
- Osteochilus Günther, 1868
- Parabramis Bleeker, 1865
- Phoxinus Rafinesque, 1820
- Pimephales Rafinesque, 1820
- Pseudorasbora Bleeker, 1860
- Puntius Hamilton, 1822
- Rasbora Bleeker, 1860
- Rastrineobola Fowler, 1936
- Rhodeus Agassiz, 1832
- Rutilus Rafinesque, 1820
- Scardinius Bonaparte, 1837
- Squalius Bonaparte, 1837
- Striuntius Kottelat, 2013
- Tanichthys S. Y. Lin, 1932
- Tinca Cuvier, 1816
- Trigonostigma Kottelat & K.E. Witte, 1999

## In Nederland waargenomen soorten
- Genus: Abramis
  - Abramis brama - (Brasem)
  - Abramis sapa - (Donaubrasem)
- Genus: Alburnoides
  - Alburnoides bipunctatus - (Gestippelde alver)
- Genus: Alburnus
  - Alburnus alburnus - (Alver)
- Genus: Aspius
  - Aspius aspius - (Roofblei)
- Genus: Ballerus
  - Ballerus ballerus - (Brasemblei)
- Genus: Barbus
  - Barbus barbus - (Barbeel)
- Genus: Blicca
  - Blicca bjoerkna - (Kolblei)
- Genus: Carassius
  - Carassius auratus - (Goudvis)
  - Carassius carassius - (Kroeskarper)
  - Carassius gibelio - (Giebel)
- Genus: Chondrostoma
  - Chondrostoma nasus - (Sneep)
- Genus: Ctenopharyngodon
  - Ctenopharyngodon idella - (Graskarper)
- Genus: Cyprinus
  - Cyprinus carpio - (Karper)
- Genus: Gobio
  - Gobio gobio - (Riviergrondel)
  - Gobio obtusirostris - (Donau riviergrondel)
- Genus: Hypophthalmichthys
  - Hypophthalmichthys molitrix - (Zilverkarper)
  - Hypophthalmichthys nobilis - (Grootkopkarper)
- Genus: Leucaspius
  - Leucaspius delineatus - (Vetje)
- Genus: Leuciscus
  - Leuciscus idus - (Winde)
  - Leuciscus leuciscus - (Serpeling)
- Genus: Phoxinus
  - Phoxinus phoxinus - (Elrits)
- Genus: Pimephales
  - Pimephales promelas - (Dikkopelrits)
- Genus: Pseudorasbora
  - Pseudorasbora parva - (Blauwband)
- Genus: Rhodeus
  - Rhodeus amarus - (Bittervoorn)
- Genus: Romanogobio
  - Romanogobio belingi - (Witvinriviergrondel of Witvingrondel)
- Genus: Rutilus
  - Rutilus rutilus - (Blankvoorn)
- Genus: Scardinius
  - Scardinius erythrophthalmus - (Ruisvoorn)
- Genus: Squalius
  - Squalius cephalus - (Kopvoorn)
- Genus: Tinca
  - Tinca tinca - (Zeelt)
- Genus: Vimba
  - Vimba vimba - (Blauwneus)